# Romualdas Jansonas
Romualdas Jansonas, né le 23 juin 2005 à Vilnius en Lituanie, est un footballeur international lituanien. Il évolue au poste d'avant-centre au FK Kauno Žalgiris.

## Biographie

### En club
Né à Vilnius en Lituanie, Romualdas Jansonas est formé par le club local du FK Žalgiris Vilnius. Il joue son premier match en professionnel le 26 février 2023, lors de la Supercoupe de Lituanie face au FK Kauno Žalgiris. Il est directement titularisé et son équipe l'emporte après une séance de tirs au but. Le 11 mars 2023, il fait ses débuts dans la première division de Lituanie, lors d'un match face au FK Banga. Il est de nouveau titularisé et son équipe s'impose par un but à zéro,.
Le 5 février 2025, après un essai de cinq jours à l'Atalanta Bergame, Romualdas Jansonas signe finalement avec le FK Kauno Žalgiris.

### En sélection
Romualdas Jansonas représente l'équipe de Lituanie des moins de 17 ans, jouant au total cinq matchs en 2021 et marque un but. Il officie également comme capitaine de cette sélection à trois reprises.
Il honore sa première sélection avec l'équipe nationale de Lituanie le 15 novembre 2024 face à Chypre. Il entre en jeu à la place de Paulius Golubickas (en) et son équipe est battue par deux buts à un,.

## Palmarès
FK Žalgiris Vilnius
- Supercoupe de Lituanie (1) :
  - Vainqueur : 2023.
- Championnat de Lituanie (1) :
  - Champion : 2024.